# The Border Wireless
The Border Wireless és una pel·lícula muda produïda i dirigida per William S. Hart i protagonitzada pel mateix Hart i per Wanda Hawley. Basada en un relat de Howard E. Morton adaptat per C. Gardner Sullivan, es va estrenar el 8 d'octubre de 1918. És una pel·lícula perduda.

## Argument
Després de la mort dels seus pares, Steve Ransom es converteix en un fora de la llei, robant a la companyia ferroviària que es va quedar amb el ranxo dels seus pares a Wyoming. A Arizona, rescata a Elsa Miller d'un grup de bandits a prop de la frontera mexicana i s'enamora d'ella. Elsa, telegrafista, està connectada sense saber-ho a una banda d'espies alemanys que operen amb una connexió sense fils per transmetre missatges a Berlín. Quan es declara la guerra, Steve intenta allistar-se, però Herman Brandt, un espia alemany que també estima Elsa, envia una nota al camp d'entrenament on és Steve dient que és un fora de la llei. Mentre s'amaga en un canyó, Steve impedeix que els alemanys enviïn un missatge important a Berlín i destrueix tot el sistema de comunicacions. Decauen els càrrecs contra ell i, quan surt cap als front francès promet a Elsa que tornarà per casar-se amb ella.

## Repartiment
- William S. Hart (Steve Ransom)
- Wanda Hawley (Elsa Miller)
- Charles Arling (Herman Brandt)
- Erich von Ritzen (Frederick Schloss)
- Bert Sprotte (Von Helm)
- Marcia Manon (Esther Meier)